# 1073 Gellivara
Gellivara (asteróide 1073) é um asteróide da cintura principal com um diâmetro de 35,73 quilómetros, a 2,5501344 UA. Possui uma excentricidade de 0,1975685 e um período orbital de 2 069,33 dias (5,67 anos).
Gellivara tem uma velocidade orbital média de 16,70764386 km/s e uma inclinação de 1,61186º.
Esse asteróide foi descoberto em 14 de Setembro de 1923 por Johann Palisa.